# The Elder Scrolls IV: Shivering Isles
The Elder Scrolls IV: Shivering Isles (укр. Старовинні Сувої IV: Тремтячі Острови) — друге офіційне доповнення до рольової гри The Elder Scrolls IV: Oblivion.

## Сюжет
Гравець може потрапити на план Облівіону, у царство божевільного бога Шеогората. Герой отримує запрошення від нього особисто. Подолавши труднощі на шляху через Тремтячі Острови, населені дивакуватами чи божевільними людьми та небезпечними створіннями, протагоніст дістається до палацу Шеогората. Той починає своєрідне навчання.
З часом герой дізнається про те, що кожних 1000 років розпочинається Сірий Марш. Він полягає в тому, що бог порядку Джиггалаг приходить на острови зі своєю армією і руйнує дивакуватий та прекрасний світ, створений Шеогоратом. Божевільний бог не може дати точного пояснення, але зрозуміло, що він сам і стає Джиггалагом. Це своєрідне прокляття. Після цього Шеогорат повертається у свою подобу і мусить відновлювати Тремтячі Острови, які потім знову будуть розруйновані. Але цього разу, за допомогою протагоніста, бог прагне перервати природний ланцюг подій. Йому це вдається, і коли приходить Сірий Марш, герой зупиняє порядок. Але в спілкуванні з Джиггалагом гравець дізнається, що саме він є справжньою формою. Він був богом порядку, чим налякав інших принців Даедра, які і наклали на нього прокляття Безумства. Лише раз на 1000 років він може відновити свою подобу та спробувати встановити порядок. Та він переможений, і усе було марно.
Головний герой стає новим Шеогоратом і розпочинає правити царством. Існує також версія, що насправді Шеогорат здійснив чергове божевілля, ввів героя в оману і почав спостерігати за тим, як протагоніст до кінця життя буде вважати себе богом. Шеогората також можна зустріти в одному з квестів The Elder Scrolls V: Skyrim.